# レテン
レテン(Retene)は、コールタールの分画に含まれ、沸点が360℃以上の多環芳香族炭化水素である。天然では、樹脂を含む樹木の蒸留によって得られる乾留液中に見られる。大きな面の結晶を作り、98.5℃で融け、390℃で沸騰する。温かいエーテルや熱い氷酢酸には容易に溶ける。ナトリウムや沸騰したアミルアルコールによって還元され、テトラヒドロレテンになるが、リン及びヨウ化水素とともに260℃に加熱するとドデカヒドリドを形成する。またクロム酸によって酸化され、レテンキノン、フタル酸と酢酸になる。123℃-124℃で融解するピクリン酸塩を形成する。
レテンは、針葉樹が生産する特殊なジテルペンを分解して作られる。
レテンは針葉樹の熱分解物の主成分であり、空気中の痕跡量のレテンの存在は、山火事の指標となる。パルプや製紙工場からの廃液の中にも見られる。
レテンは、カダレンやシモネッリ石とともに、維管束植物の生体指標となり、堆積物の古植物学的な分析に用いられる。堆積物中のレテンとカダレンの比は、生態系の中のマツ科植物の割合を明らかにする。